# Quèrees (fill d'Arquèstrat)
Quèrees (en grec antic: Χαιρέας, llatí: Chaereas), fill d'Arquèstrat, va ser un polític atenès enviat per la gent de Samos a Atenes per comunicar la derrota oligàrquica a l'illa (411 aC), desconeixent que a Atenes la democràcia ja havia estat enderrocada i substituïda pel govern oligàrquic dels Quatre-cents.
Arribat a Atenes, el seu vaixell i la tripulació van ser detinguts, però Quèrees va poder escapar i va tornar a Samos, on, mercès als exagerats relats sobre la tirania dels oligarques, va aconseguir l'establiment de les mesures prodemocràtiques de Trasibul i Trasil.